# UFC on FX: Johnson vs. McCall
UFC on FX: Johson vs. McCall (también conocido como UFC on FX 3) fue un evento de artes marciales mixtas celebrado por Ultimate Fighting Championship el 8 de junio de 2012 en el BankAtlantic Center, en Sunrise, Florida, Estados Unidos.

## Historia
Una controversia en la puntuación se produjo en UFC on FX: Alves vs. Kampmann que consiste en un error de puntuación de la noche resultó en un empate mayoritario entre Demetrious Johnson y Ian McCall, se anunció como una victoria de Johnson. Dana White anunció el error después de la conclusión del evento y que Johnson y McCall tendrán una revancha. La revancha se informó inicialmente para suceder en The Ultimate Fighter: Live Finale, pero más tarde fue trasladada a este evento para dar a este evento (UFC on FX 3) una pelea de evento principal. Desde entonces, fue anunciado por la UFC que la pelea iba a ser el evento principal de UFC on FX 3.
El evento fue la primera vez que el UFC organizaba un evento en el sur de Florida desde el UFC Fight Night 10 en 2007. Este evento también fue el primer evento de UFC que fuera encabezado por una pelea de peso mosca.

## Premios extra
Cada peleador recibió un bono de $40.000.
- Pelea de la Noche: Eddie Wineland vs. Scott Jorgensen
- KO de la Noche: Mike Pyle
- Sumisión de la Noche: Erick Silva